# Мокрен
Мòкрен е село в Югоизточна България, община Котел, област Сливен.

## География
Село Мокрен се намира на около 26 km изток-североизточно от областния център град Сливен, около 23 km югоизточно от общинския център град Котел и около 30 km запад-северозападно от град Карнобат. Разположено е в южното подножие на Стидовска планина, Източна Стара планина, на около 5 km южно от Мокренския проход, в долината на река Мочурица, на около километър северно от реката, в западния край на Карнобатска котловина. Климатът е преходно-континентален; почвите в землището са преобладаващо наносни и лесивирани. Надморската височина в центъра на селото е около 230 m, а преобладаващият наклон на терена е на юг към реката.
През Мокрен минава първокласният Републикански път I-7, водещ на юг към пътния възел Петолъчката и първокласния Подбалкански път, а на север – през село Бероново, Върбишки проход и град Върбица към град Шумен. Общински път от Мокрен на изток го свързва със съседното село Пъдарево и в него – с третокласния републикански път III-7306.
Землището на село Мокрен граничи със землищата на: село Скала на север; село Чубра на североизток; село Пъдарево на изток; град Стралджа на югоизток; село Зимница на юг; село Седларево на юг; село Драгоданово на югозапад; село Блатец на югозапад; село Глушник на югозапад; село Ичера на запад; село Градец на северозапад.
В землището на Мокрен има два микроязовира.
Населението на село Мокрен, наброявало 1249 души при преброяването към 1934 г. и 1363 към 1965 г., намалява до 1009 към 1992 г. и 807 (по Служебен документ на Националния статистически институт от 2021.12.31) към 2021 г.
При преброяването на населението към 1 февруари 2011 г., от обща численост 876 лица, за 500 лица е посочена принадлежност към „българска“ етническа група, за 34 – към „турска“, за 236 – към „ромска“, за 104 – „не отговорили“, а за принадлежност към „други“ и „не се самоопределят“ не са посочени данните.

## История
В околностите на село Мокрен има останки от средновековни крепости. Сведения за селото има от 16 век; споменава се и от пътешественици, минали през Мокренския проход. Носи името Кьопеклии до 1878 г., когато е преименувано Мокрен. След Руско-турската война (1877 – 1878 г.) по Берлинския договор 1878 г. остава в Източна Румелия; присъединено е към България след Съединението 1885 г.. През юли 1951 г. селото е преименувано на село Аврамов, а през май 1992 г. е възстановено името му Мокрен.
Село Аврамов е административен център на бившата община Аврамов, съществувала от 3 март 1959 до 22 декември 1978 г.
Първото училище е от 1879 г. През 1919 г. е основано читалище „Просвета".
В селото се заселват изселници от близкото с. Ново село, община Аврамов, където е разположен голям военен полигон от 1962 г., ползван понастоящем и от НАТО. Ново село е заличено от 5 февруари 1965 г.

## Обществени институции
Село Мокрен към 2023 г. е център на кметство Мокрен.
В село Мокрен към 2023 г. има:
- действащо читалище „Просвета 1919“;[15][16]
- действащо общинско основно училище „Христо Ботев“;[17]
- Целодневна детска градина „Слънце“;[18]
- Евангелска петдесятна църква;
- пощенска станция.[19]

## Забележителности
- Река Мараш
- Връх Стидово (1011 м надморска височина)

## Редовни събития
Първи традиционен събор – на 31 май 2014 г.

## Личности
- Владимир Тодоров (1925 – 2012), партизански ятак, генерал-лейтенант
- Георги Аврамов (1901 – 1944), деец на БКП
- Георги Чанков (1909 – 2004) – партизанин, деец на БКП (вицепремиер, член на Политбюро)

## Други
Заливът Мокрен (координати 63°19.3′S, 58°43′W) на остров Астролабия (координати 63°19′S, 58°41′W) в Антарктика е наименуван на село Мокрен.